# 제3대 섀프츠베리 백작 앤서니 애슐리쿠퍼
제3대 섀프츠베리 백작 앤서니 애슐리쿠퍼(영어: Anthony Ashley Cooper, 3rd Earl of Shaftesbury, 1671년 2월 26일 - 1713년 2월 16일)는 잉글랜드 왕국의 정치인, 학자, 작가이다. 부친은 제2대 섀프츠베리 백작 앤서니 애슐리쿠퍼이며 모친은 제8대 러틀랜드 백작 존 매너즈의 딸 도로시이다. 섀프츠베리는 존 로크의 제자였으며, 그의 저서 '덕과 장점(merit)에 관한 질문'에서 도덕적 감각을 논했다. 섀프츠베리의 영향으로 스코틀랜드 계몽주의의 선구자인 프랜시스 허치슨의 윤리철학에 계승되어 계몽운동에 막대한 영향을 미쳤다.

## 주요 인용구절
'사람에게는 적절한 비율(proportionableness), 일정함(constancy), 조절능력(regularity)이 그 안에 있는 열정들(passions)과 의지적 감성들(affections)에 존재하는 데, 이런 것들은 그 자신과 나머지 다른 사람들에 대한 특정한 피조물의 경제성(economy)를 창조한다. 한 개인에게 있어서 열정들의 경제성은 이기적이고 사회적인 의지적 감성들을 조화시키는 데, 바로 이런 것들이 보편적 선함을 향해가기 위해 개인적 이익과 모든 사람들의 선을 만들며 대부분의 다른 사람들의 소우주이다. 그러므로 윤리학(ethics)와 정치는 균형과 조화라는 심미적인 어구에 포함되며, 사적인 이익과 이기적인 감정들도 공동의 선과 공공의 선행(benevolence)와 조화를 이룬다. ' 이 말을 요약하면, 공공의 이익과 개인의 이익은 균일하고 분리가 될 수 없다.

## 저서
- Characteristics of Men, Manners, Opinions, Times, etc. 1711. Ed., John M. Robertson , 2 Vols. Indianapolis: Bobbs-Merril, 1964, : 선한행동들은 어렸을 때부터 배운 행동들(good breeding)으로부터 나온다. 좋은 가정교육을 받은 사람은 절대로 난폭하거나 거친행동을 할 수 없다. 그의 행동은 자연스럽게 본성에서부터 나오는 것이다.[2]